# 26 Camelopardalis
26 Camelopardalis är en vit stjärna i huvudserien i stjärnbilden Giraffen. Den har visuell magnitud +5,93 och är svagt synlig för blotta ögat vid god seeing. Den ligger på ungefär 200 ljusårs avstånd.